# فرمول‌بندی ریاضی مکانیک کوانتم
فرمول‌بندی ریاضی مکانیک کوانتم فرمول‌بندی‌های ریاضی هستند که امکان تشریح دقیق مکانیک کوانتومی را می‌دهند. چنین فرمول‌بندی متمایز ریاضی برای نظریه‌ها پیش از اوایل ده اول سده بیستم اولیه با استفاده از ساخت‌های انتزاعی ریاضی مانند فضاهای هیلبرت و اپراتورها ساخته شده بود. بسیاری از این ساخت‌ها از آنالیز تابعی که یک بخش در ریاضیات محض است، استفاده می‌کنند که بخشی از آن بعداً تحت تأثیر مکانیک کوانتومی قرار گرفت. به‌طور خلاصه مقادیر فیزیکی مشاهده‌پذیرها مانند انرژی و تکانه که قبلاً عنوان مقداری از توابع در فضای فاز در نظر گرفته می‌شدند، در این فرمول‌بندی به عنوان ویژه‌مقادیر; یا دقیق تر به عنوان مقادیر طیف اپراتورهای خطی در فضای هیلبرت در نظر گرفته شدند.
این فرمول‌بندی از مکانیک کوانتومی هنوز امروزه استفاده می‌شود. در بطن این تشریح ایده‌های حالت کوانتومی و مشاهده‌پذیر کوانتومی هستند که کاملاً متفاوت از فرمول‌بندی‌هایی هستند که در مدل‌های قبلی از واقعیت فیزیکی مورد استفاده قرار می‌گرفتند. در حالی که این ریاضیات اجازه محاسبه مقادیر بسیاری را می‌دهد که به‌طور تجربی قابل اندازه‌گیری هستند، محدودیت‌های تعریف شده نظری برای محاسبه مقادیری که می‌توان همزمان اندازه‌گیری کرد وجود دارد. این محدودیت را برای اولین بار توسط هایزنبرگ از طریق یک آزمایش فکری بیان شد؛ و شرح ریاضی آن در فرمول‌بندی ریاضی توسط خاصیت عدم جابجایی اپراتورهای کوانتمی بیان‌گر مشاهده‌پذیرها وجود دارد.
پیش از ظهور مکانیک کوانتومی به عنوان یک نظریه جدا، ریاضی در فیزیک شامل عمدتاً آنالیز ریاضی بود که با حساب دیفرانسیل و انتگرال شروع می‌شد و با افزایش در پیچیدگی به هندسه دیفرانسیل و معادلات دیفرانسیل با مشتقات جزئی می‌رسید. نظریه احتمال در مکانیک آماری نیز استفاده می‌شد. شهود هندسی نقش قوی در دو بخش اول داشت و و بر این اساس نظریه نسبیت به‌طور کامل از دید مفاهیم هندسی تدوین شد. پدیدارشناسی فیزیک کوانتوم به تقریباً بین سال ۱۸۹۵ و ۱۹۱۵ وجود آمد و برای ۱۰ تا ۱۵ سال پیش از پیدایش نظریه کوانتومی (حدود ۱۹۲۵) فیزیک‌دانان به تفکر در محدوده آن‌چه که در حال حاضر به نام فیزیک کلاسیک شناخته می‌شود، ادامه دادند؛ مخصوصاً در همان ساخت‌های ریاضی. پیچیده‌ترین نمونه از این تفکر مدل بور است که کاملاً در فضای فاز کلاسیک فرمول‌بندی شده است.

## تاریخچه فرمول‌بندی

### «نظریه کوانتمی قدیمی» و نیاز به ریاضی جدید
در دهه ۱۸۹۰ ماکس پلانک قادر بود تابش جسم سیاه را که بعداً برای جلوگیری از فاجعه فرابنفش به کار برده‌شد توضیح دهد و برای اینکار از فرض نامعمولی برای برهم‌کنش تابش الکترومغناطیسی و ماده بهره برد و آن این بود که انرژی در بسته‌های گسسته کوانتومی می‌تواند منتقل شود. پلانک فرض کرد که رابطه خطی بین فرکانس یک طول موج و واحد انرژی که در آن طول موج می‌تواند حمل شود وجود دارد. ضریب تناسب آن اکنون h و به افتخار پلانک، ثابت پلانک نامیده می‌شود.
در ۱۹۰۵, آلبرت اینشتین بخشی از خصوصیات اثر فوتوالکتریک را با استفاده از این فرض توضیح که این بخش‌های انرژی نور در واقع ذره هستند که بعدتر فوتون نام گرفتند.

نور در فرکانس صحیح

همه این توسعه‌ها پدیدارشناختی بودند و فیزیک کلاسیک را مورد چالش قرار دادند. بور مکانیک کلاسیک را به نحوی تغییر داد که بتواند مدل بور را از آن بسازد. وی پیشنهاد داد که یک مدار بسته در فضای فاز فقط مدارهایی که محیطش مضربی از عدد پلانک باشند مجاز است که کوانتش سامرفلد-ویلسن-ایشی‌وارا نامیده شد. این مدل قادر به توضیح اتم هیدروژن بود اما طیف اتم هلیوم (یک مسئله سه جسم لاینحل کلاسیک) قابل استفاده نبود.
در ۱۹۲۳ لویی دو بروی دوگانگی موج و ذره را پیشنهاد داد که نه تنها برای فوتون‌ها بلکه برای همه سیستم‌های فیزیکی صحیح بود.
در سال‌های بعد و ۱۹۲۵–۱۹۳۰ وضعیت سریعاً تغییر کرد و بنیادهای مکانیک کوانتم در کارهای اروین شرودینگر، ورنر هایزنبرگ، ماکس برن، پاسکوال جردن، و کارهای زیربنایی جان فون نویمان، هرمان ویل و پل دیراک ساخته شد و وحدت چندین رویه با استفاده از ایده‌های جدید ممکن شد. تفسیر فیزیکی نظریه در سال‌های بعد از طریق کشف روابط عدم قطعیت توسط ورنر هایزنبرگ و معرفی ایده اصل مکملیت نیلز بور انجام شد.

### «نظریه کوانتمی جدید»
مکانیک ماتریسی ورنر هایزنبرگ اولین تلاش موفق برای توضیح کوانتش در طیف‌بینی بود. بعدتر در همان سال شرودینگر معادله شرودینگر را ساخت. فرمول‌بندی شرودینگر قابل‌فهم‌تر بود و برای محاسبه و نمایش نیز ساده‌تر بود چرا که به شکل معادله دیفرانسیل بیان می‌شد که فیزیک‌دانان با حل آن آشنا بودند. در کمتر از یک سال نشان داده شد که این دو نظریه برابرند.
شرودینگر در ابتدا خودش زیرساخت احتمالی مکانیک کوانتم را نمی‌فهمید از آنجایی که وی تصور می‌کرد قدر مطلق تابع  موج یک الکترون باید به عنوان چگالی بار الکتریکی در یک فضای بزرگ و محدود تفسیر شود. ماکس برن بود که نشان داد قدر مطلق یک تابع موج باید به عنوان احتمال توزیع موقعیت ذره‌مانند تفسیر شود.  ایده برن بعدتر توسط نیلز بور در کپنهاگ استفاده شد که بعدتر به عنوان پدر تفسیر کپنهاگی مکانیک کوانتم شناخته گردید. تابع موج شرودینگر به معادله کلاسیک معادله هامیلتون-ژاکوبی نزدیک است. پل دیراک‌ در تز دکترایش کشف کرد معادله عملگرها در تصویر هایزنبرگ وقتی از طریق کروشه پواسون بیان شود به معادلات کلاسیک برای دینامیک بعضی از کوانتش‌ها در فرمول‌بندی هامیلتونی  در مکانیک کلاسیک ترجمه می‌شود. اکنون به آن کوانتیزه‌کردن کانونیک می‌گویند.
قبل از شرودینگر، دانشجوی پسادکترا ورنر هایزنبرگ مکانیک ماتریسی را اختراع کرد که اولین مکانیک کوانتم صحیح بود. فرمول‌بندی مکانیک ماتریسی هایزنبرگ براساس جبر ماتریس‌هیا بی‌نهایت بعدی بود.
اگرچه خود شرودینگر بعد از یک‌سال برابری مکانیک موجی و مکانیک ماتریسی هایزنبرگ را نشان داد، وحدت این دو روحیه و انتزاع آن را به پل دیراک‌ نسبت می‌دهد که در سال ۱۹۳۰ کتاب معروف بنیادهای مکانیک کوانتم را نوشت. وی سومین و احتمالاً مهم‌ترین ستون این زمینه از فیزیک است. وی اولین شخصی بود که مکانیک کوانتم را طوری عمومی‌کرد که شامل نسبیت هم بشود. وی نشان‌گذاری برا-کت را به همراه فرمول‌بندی  انتزاعی در فضای هیلبرت معرفی کرد که در آنالیز تابعی استفاده شد. وی نشان داد که رویه شرودینگر و هایزنبرگ فقط دو بیان متفاوت از یک نظریه هستند و کار وی در عمومی‌کردن‌های بسیاری در مکانیک کوانتم مورد استفاده قرار گرفت.
اولین فرمول‌بندی کامل ریاضی این رویه که به نام اصول دیراک-فون نویمان معروف هستند معمولاً به جان فون نویمان و کتاب زیرساخت ریاضی مکانیک کوانتم از وی که در سال ۱۹۳۲ منتشر شد نسبت می‌دهند، اگرچه هرمان ویل به فضاهای هیلبرت در کتاب و مقاله معروفش که در سال ۱۹۲۷ اشاره کرده‌بود. این رویه به‌طور موازی با رویه‌ای جدید از نظریه طیفی‌ ریاضی که بر اساس نگاشت خطی به جای فرم درجه دوم کار می‌کرد (هیلبرت یک دهه قبلتر از فرم درجه دوم استفاده می‌کرد)، توسعه یافت. اگرچه بهبود بخش‌های ریاضی مکانیک کوانتم هنوز در حال انجام است ولی زیرساخت‌های ریاضی آن بر اساس کارهای فون نویمان و مفروضات وی است.

### توسعه‌های بعدی
کاربردهای نظریه جدید کوانتم در الکترومغناطیس به نظریه میدان‌های کوانتومی منجر شد که توسعه آن از حدود سال ۱۹۳۰ آغاز گردید. نظریه میدان‌های کوانتمی به فرمول‌بندی پیچیده‌تر از مکانیک کوانتمی منجر شد که این موارد از جمله آن است:
- فرمول‌بندی انتگرال مسیر
- فرمول‌بندی فضای فاز در مکانیک کوانتم  و کوانتش هندسی
- نظریه میدان کوانتمی در فضازمان خمیده
- اصول وایتمن، فیزیک کوانتم محلی و نظریه میدان کوانتمی سازنده
- فرمالیسم جبر C*
- مدل آماری عمومی مکانیک کوانتمی

در بخشی دیگر فون نویمان اندازه‌گیری در مکانیک کوانتومی را مطرح کرد که به مفهوم فروریزش تابع موج باز می‌گشت و سوالات فلسفی زیادی را آغاز کرد که «مساله اندازه‌گیری» یک محل فعال پژوهش گردید و فرمول‌بندی‌های جدید مکانیک کوانتم را به وجود آورد.
- دنیاهای چندگانه
- Decoherence
- تاریخچه سازگار
- منطق کوانتومی

در نهایت چندتن از بنیان‌گذاران نظریه کوانتم (منجمله اینشتین و شرودینگر) با موارد فلسفی مکانیک کوانتم راضی نبودند و به‌طور خاص اینشتین مکانیک کوانتم را ناکامل می‌دانست که وی را تشویق کرد که پژوهش‌هایی در زمینه نظریه‌های متغیر-پنهان انجام دهد. مساله متغیر پنهان با کمک نورشناخت کوانتومی به یک مشکل تجربی تبدیل شده‌است.
- فرمول‌بندی  موج خودران لویی دو بروی–دیوید بوهم–جان استوآرت بل در مکانیک کوانتم
- قضیه بل
- Kochen–Specker theorem

## ساختار ریاضی مکانیک کوانتم
یک سامانه فیزیکی معمولاً با سه مشخصه توصیف می‌شود: حالت کوانتومی; مشاهده‌پذیرها، و دینامیک (یا قوانین تکامل زمانی) یا به‌طور عمومی‌تر گروهی از تقارن‌های فیزیکی. یک توصیف کلاسیک به‌طور ساده‌ای معمولاً از طریق مدل فضای فاز مکانیک آن قابل دریافت است: حالت‌ها نقاطی در منیفلد فضای فاز هستند، مشاهده‌پذیرها توابع با مقادیر حقیقی آن هستند. تکامل زمانی با یک گروه تبدیلی با یک پارامتر در فضای فاز توصیف می‌شوند. یک توصیف کوانتمی شامل یک فضای هیلبرت از حالت‌ها است، مشاهده‌پذیرها عملگرهای خودالحاقی در فضای حالت‌ها هستند، تکامل زمانی از طریق یک گروه یک پارامتری تبدیل یکانی در فضای هیلبرت حالت‌ها هستند.

### انگاره‌های مکانیک کوانتم
خلاصه فرمول‌بندی زیر عملاً به اصول دیراک-فون نویمان باز می‌گردند.
- هر سامانه فیزیکی از طریق یک فضای هیلبرت مختلط H  با فضای ضرب داخلی ⟨φ|ψ⟩ می‌تواند توصیف شود.
- فضای هیلبرت یک سامانه ترکیبی فیزیکی برابر با ضرب تانسوری فضای هیلبرت زیرسامانه‌های آن است.
- تقارن‌های فیزیکی در فضای هیلبرت به شکل عملگرهای یکانی یا پادیکانی عمل می‌کنند.
- مشاهده‌پذیرهای فیزیکی توسط ماتریس‌های هرمیتی در H بیان می‌شوند.
- امید ریاضی (در مفهوم احتمالی آن) یک مشاهده‌پذیر A برای سیستمی که در حالتی است که با بردار یکه ψ ∈ H توصیف می‌شود به صورت زیر است.

{\displaystyle \langle \psi \mid A\mid \psi \rangle }
- طبق نظریه طیفی,  ما می‌توانیم یک اندازه‌گیری احتمالی برای مقادیر A در هر وضعیت ψ بسازیم. ما همچنان می‌توانیم نشان دهید که مقادیر قابل قبول برای A برای هر وضعیتی حتماً باید متعلق به طیف A باشد.  در حالت خاصی که A فقط طیف گسسته داشته‌باشد, تنها مقادیر قابل‌قبول برای A ویژه‌مقادیرش هستند.
- به‌طور عمومی‌تر، هر وضعیتی با یک ماتریس چگالی می‌تواند توصیف شود که یک عملگر نامنفی خودالحاقی اثر با نماد ρ است که به گونه‌ای بهنجار شده‌است که اثرش ۱ باشد. مقدار چشم‌داشتی  A در وضعیت ρ برابر است با

{\displaystyle \operatorname {tr} (A\rho )}
- اگر ρψ یک نگاشت متعامد به زیرفضای یک بعدی H که توسط  |ψ⟩ ساخته شده‌است، باشد. آنگاه

{\displaystyle \operatorname {tr} (A\rho _{\psi })=\left\langle \psi \mid A\mid \psi \right\rangle }
- عملگرهای چگالی نگاشت‌های تک‌بعدی متعامد در پوش محدب هستند.  به‌طور برعکس, نگاشت‌های متعامد تک‌بعدی، نقاط خاص مجموعه عملگرهای چگالی هستند.

یک شخص می‌تواند با استفاده از این اصول اصل عدم قطعیت هایزنبرگ را نشان داده و ثابت کند.

### تصاویر دینامیک
- در تصویر شرودینگر در مکانیک کوانتم، دینامیک یک سیستم به شکل زیر داده می‌شود:

تکامل زمانی یک حالت توسط یک تابع مشتق‌پذیر نسبت به اعداد حقیقی R, بیانگر زمان نسبت به فضای هیلبرت حالت‌های سیستم داده می‌شود. این نگاشت به شکل یک معادله دیفرانسیل نمایش داده می‌شود:
اگر |ψ(t)⟩ بیانگر حالت سیستم در هر زمان t باشد، معادله شرودینگر زیر صادق است:
{\displaystyle i\hbar {\frac {d}{dt}}\left|\psi (t)\right\rangle =H\left|\psi (t)\right\rangle }
که H یک عملگر خودالحاقی است و هامیلتونین نامیده می‌شود, i پایه عدد مختلط و ħ ثابت کاهیده پلانک است. به عنوان یک مشاهده‌پذیر, H به مجموع انرژی سامانه مرتبط است.

## اسپین
علاوه بر دیگر خصوصیات ذره‌ها، آن‌ها خصوصیتی ذاتی به نام اسپین, یک تکانه زاویه‌ای ذاتی دارند. برخلاف نام، اسپین به این معنی نیست که ذرات حول محوری می‌چرخند (اسپین در زبان انگلیسی به معنی چرخیدن است). اسپین مکانیک کوانتمی هیچ معادلی در فیزیک کلاسیک ندارد. برای بیان اسپین، یک تابع موج بدون اسپین در موقعیت r و زمان t به عنوان متغیرهایی پیوسته به شکل روبه‌رو بیان می‌شود: ψ = ψ(r, t), برای بیان حالت اسپین‌دار آن، متغیر گسسته‌ای برای اسپین اضافه می‌شود: ψ = ψ(r, t, σ), که σ حاوی مقادیر است;
{\displaystyle \sigma =-S\hbar ,-(S-1)\hbar ,\dots ,0,\dots ,+(S-1)\hbar ,+S\hbar \,.}
وضعیت یک ذره با اسپین S توسط یک اسپینور (2S + 1) تابع موج مختلط توصیف می‌شود.
دو نوع از ذرات با تفاوت فاحش رفتاری بوزون‌ها که اسپین صحیح (S = 0, 1, 2...) دارند و فرمیون‌ها که اسپین نیمه‌صحیح (S = 1⁄2, 3⁄2, 5⁄2, ...) دارند هستند.

## فهرست ابزارهای ریاضی
بخشی از فولکلور این موضوع در کتاب مهم ریاضی فیزیک با نام «روش‌های ریاضی فیزیک» نوشته ریچارد کورانت که جمع‌آوری کلاس‌های دانشگاهی داوید هیلبرت در دانشگاه گوتینگن است، وجود دارد. این کتاب ابتدا توسط فیزیک‌دانان به عنوان نامهم تلقی شد تا اینکه معادله شرودینگر مطرح گردید که در آن زمان دیدند ساختار ریاضی آن از قبل وجود دارد. همچنین گفته می‌شود که هایزنبرگ با هیلبرت در مکانیک ماتریسی‌اش صحبت کرده‌بود و هیلبرت از تجربه به وی گفته بود که ماتریس‌های بی‌نهایت بعدی از معادلات دیفرانسیل مشتق شده‌اند که هایزنبرگ آن را نادیده گرفت و همین باعث از دست رفتن فرصت وحدت نظریه هایزنبرگ با نظریه ویل و دیراک در سال‌های بعد شد. ریشه این بحث‌ها هرچه باشد، ریاضیات این نظریه پخته بود در صورتی که فیزیک آن کاملاً جدید بود.
ابزارهای اصلی شامل:
- جبر خطی: اعداد مختلط، ویژه‌بردارها، ویژه‌مقادیر
- آنالیز تابعی: فضای هیلبرت، نگاشت خطی، نظریه طیفی
- معادله دیفرانسیل: معادله دیفرانسیل با مشتقات پاره‌ای، جدایی متغیرها، معادله دیفرانسیل معمولی، نظریه اشتورم-لیوویل، توابع ویژه
- آنالیز هارمونیک: تبدیل‌های فوریه

## یادداشت
1. ↑  Frederick W. بایرون، Robert W. فولر؛ ریاضیات کلاسیک و فیزیک کوانتوم; پیک انتشارات دوور، 1992.
2. ↑  Dirac, P. A. M. (1925). "The Fundamental Equations of Quantum Mechanics". Proceedings of the Royal Society A: Mathematical, Physical and Engineering Sciences. 109 (752): 642. Bibcode:1925RSPSA.109..642D. doi:10.1098/rspa.1925.0150.